# Distrito electoral de Pilger (condado de Stanton, Nebraska)
Pilger (en inglés: Pilger Precinct) es un distrito electoral ubicado en el condado de Stanton en el estado estadounidense de Nebraska. En el Censo de 2010 tenía una población de 559 habitantes y una densidad poblacional de 4,78 personas por km².

## Geografía
Pilger se encuentra ubicado en las coordenadas 42°2′10″N 97°4′54″O / 42.03611, -97.08167. Según la Oficina del Censo de los Estados Unidos, Pilger tiene una superficie total de 116.86 km², de la cual 115.34 km² corresponden a tierra firme y (1.3%) 1.52 km² es agua.

## Demografía
Según el censo de 2010, había 559 personas residiendo en Pilger. La densidad de población era de 4,78 hab./km². De los 559 habitantes, Pilger estaba compuesto por el 96.06% blancos, el 0% eran afroamericanos, el 0.36% eran amerindios, el 0% eran asiáticos, el 0% eran isleños del Pacífico, el 1.79% eran de otras razas y el 1.79% pertenecían a dos o más razas. Del total de la población el 3.4% eran hispanos o latinos de cualquier raza.